# Edmund Jan Langner
Edmund Jan Langner (ur. 22 listopada 1867 w Warszawie, zm. po 1937) – inżynier, handlowiec, przedsiębiorca i społecznik.

## Życiorys
Syn właściciela dużego sklepu korzennego w Warszawie Edmunda i Marianny z Riedelów. Jego dziadkiem był dorożkarz a potem właściciel przedsiębiorstwa przewozowego i restauracji Jan Gottlieb Langner (1814–1877). Ukończył studia na Wydziale Chemicznym Politechniki Ryskiej (1885–1891). Od 1887 członek Polskiej Korporacji Akademickiej Arkonia (nr ew. 390). Inżynier, od 1906 współwłaściciel wraz Franciszkiem Paradowskim oraz dyrektor zarządzający Fabryki Dachówek „Miłosna”. Zakład założony w 1906 posiadał kapitał zakładowy: 350,000 rb. W 1909 zatrudniając 100 robotników wykazywał obrót roczny na poziomie  150,000 rb. Produkował dachówki wszystkich typów, m.in. karpiówki, żłobione-ciągnione, żłobione prasowane (marsylskie), wieżyczkowe, żłobione. Zakład był zlokalizowany przy stacji kolejki wąskotorowej w Miłosnej, biuro Zarządu mieściło się w Warszawie przy ul. Nowosenatorskiej 10 (dziś Moliera). Prowadził odziedziczony w 1898 po swym ojcu sklep winno-korzenny działający w Warszawie od 1830 roku. Był także wraz z Franciszkiem Paradowskim (do 1914) i Wacławem Pakulskim współwłaścicielem Domu Handlowego „E. Langner” działającym w latach 1912–1928 w Warszawie i położonym na rogu Świętokrzyskiej i Mazowieckiej. W sklepie można było kupić wina z najodleglejszych zakątków Europy, wódki i towary kolonialne. Jednak tym, co najbardziej rozsławiło Langnera, była sprzedaż wina sprowadzanego na żądanie klientów bezpośrednio z miejsca produkcji na Węgrzech, Francji i we Włoszech. Wina te dojrzewały w firmowych piwnicach w innych częściach Warszawy. Firma miała też magazyny winno-kolonialne przy Nowosenatorskiej 10 i Marszałkowskiej 80.
Był czynny społecznie, udzielał się w Warszawskim Towarzystwie Dobroczynności. W latach 1906–1915 członek Towarzystwa Kursów Naukowych w Warszawie, od 26 czerwca 1907 do 30 grudnia 1908 także członek Zarządu TKN.
W latach 30. XX wieku współwłaściciel, członek zarządu i dyrektor zarządzający istniejących od 1883 Zakładów Ceramicznych „Pustelnik” – Spółka Akcyjna. Jej kapitał zakładowy wynosił  2.625.000 zł podzielony na 26.250 akcji na okaziciela nominalnej wartości 100 zł. Zarząd spółki mieścił się w Warszawie, na ul. Królewskiej 8, podlegały mu zakłady produkcyjne w Pustelniku, Ząbkach i Miłosnej w których wytwarzano: cegły maszynowe, dachówki, sączki, piece kaflowe, cegły ręczne, kafle.

## Ordery i odznaczenia
- Złoty Krzyż Zasługi (11 listopada 1937)[8]